# Средно-Село (Великотырновская область)
Средно-Село (болг. Средно село) — село в Болгарии. Находится в Великотырновской области, входит в общину Златарица. Население составляет 89 человек.

## Политическая ситуация
В местном кметстве Средно-Село, в состав которого входит Средно-Село, должность кмета (старосты) исполняет Розка Димитрова Добрева (Национальное движение «Симеон Второй» (НДСВ)) по результатам выборов правления кметства.
Кмет (мэр) общины Златарица — Пенчо Василев Чанев (коалиция в составе 3 партий: Национальное движение «Симеон Второй» (НДСВ), ВМРО — Болгарское национальное движение, Союз демократических сил (СДС)) по результатам выборов в правление общины.